# L'isola a elica
L'isola a elica (L'Île à hélice) è un romanzo avventuroso fantascientifico di Jules Verne del 1895.

## Trama
Un quartetto francese di musicisti di strumenti ad arco (Sébastien Zorn, Frascolin, Yvernes e Pinchinat) viaggia da San Francisco a San Diego per il successivo ingaggio. L'ingaggio consiste nell'intrattenere gli ospiti della stupefacente Standard Island, ovvero una enorme isola artificiale capace di navigare, durante la traversata dell'Oceano Pacifico.
Durante il viaggio l'isola a elica raggiunge le Isole Sandwich, Cook, Nuove Ebridi e le Isole della Società. I quattro intratterranno i facoltosi residenti dell'isola con la loro musica, ma durante il viaggio si rendono conto che la popolazione è divisa in due fazioni, capitanate rispettivamente da Jem Tankerdon e Nat Coverley. Il lato di babordo, con "Babord Harbor" è il lato che maggiormente coglie l'influenza sociale della famiglia Tankerdon; nel corso della trama si distingue il giovane rampollo Walter Tankerdon. Il versante opposto, Tribordo con "Tribord Harbord" è invece sotto l'influenza della famiglia Coverley con la giovane e bella Dy Coverley. Inutile dire che nel corso delle peripezie e delle antiche inimicizie tra famiglie i due giovani scoprono il reciproco amore fino a sfociare in una vera e propria organizzazione di nozze a bordo conciliative per le due famiglie.
Ci si trova spesso, nel corso della navigazione, a contatto con sabotaggi o eventi spiacevoli come l'invasione dell'isola da bestie feroci o la rivolta studiata degli ospiti Malesi provenienti dalle Nuove Ebridi che hanno sempre impiegato il compatto fronte di difesa composto da tutti gli uomini dei Standard Island; nell'ultimo evento spiacevole si verifica la morte del governatore Cyrus Bickerstaff.
Un forte danneggiamento strutturale e direzioni da assumere come conseguenza al danno, riportano in forza le antiche opposizioni tra famiglie che addirittura pensarono di dividere in via longitudinale l'isola metallica seguendo la linea della Prima Avenue. Fino all'Ordine del vertice di Tribord di avviare i motori in un senso e l'ordine del vertice di Babord di avviarli in senso opposto. Per diversi giorni l'isola prese a girare su se stessa fino alla rottura dei sistemi meccanici con una esplosione che fece scoppiare le caldaie di babordo. Con le sole macchine di tribordo l'isola tende solo a girare su sé stessa al più spinta a latitudini antartiche. Dalla esplosione di babordo l'isola inizia il suo inevitabile declino strutturali fino ad inondazioni che coprono le vie della città e raggiungono le campagne dove si è radunata la popolazione. Salvati da uno Steamer proveniente dall'Oceania la popolazione superstite viene messa progressivamente in salvo. Giunti in Nuova Zelanda ad Auckland i due fidanzatini convolano tempestivamente a nozze con il canone promesso dal quartetto di archi.